# Philippe de La Mothe-Houdancourt
Philippe, comte de la Mothe-Houdancourt (1605 - 24 de març del 1657), va ser un militar francès, duc de Cardona, mariscal de França i virrei de Catalunya, que lluità a la Guerra dels Segadors i en diversos escenaris de la Guerra dels Trenta Anys.
A Catalunya, el Comte de la Mothe-Houdancourt va obtenir nombroses victòries militars, com ara la captura de Pere d'Aragó i Cardona i del seu exèrcit el 30 de març de 1642 a la Granada del Penedès, la batalla dels Quatre Pilans a Lleida el 7 d'octubre de 1642 que li va valer com a recompensa ésser anomenat duc de Cardona o la conquesta de Montsó en la seua campanya a l'Aragó. La seva victòria a Miravet el gener de 1643, compareixent immediatament amb les tropes quan 48 hores abans estava a Barcelona, li valgué el sobrenom del "Demonio" entre els hispànics. Malgrat tot, la seva derrota el 15 de maig de 1644 a la batalla de Lleida i el posterior i sagnant fracàs en l'assalt a Tarragona aquell mateix any, en provocà la caiguda en desgràcia, la destitució del seu càrrec de virrei i el seu posterior empresonament.
Fou rehabilitat al cap d'uns anys i tornà a Catalunya com a virrei a començaments del 1652. Aconseguí introduir-se amb reforços dins de la Barcelona assetjada el 23 d'abril. Malgrat tot, es veié obligat a rendir la plaça el 13 d'octubre i a sortir de Catalunya amb les seves tropes, sent substituït per Jacques de Rougé de Plessis-Belliére, qui entrà al Rosselló en 1653.
Tornat a França es feu construir el castell de Le Fayel, 60 km al nord de París, que es manté en perfecte estat de conservació.